# Medalia „60 ani de la victoria în cel de-al Doilea Război Mondial din 1941-1945”

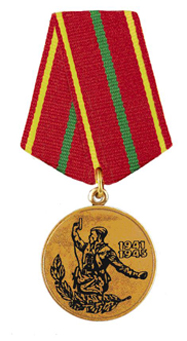
Medalia "60 ani de la victoria în cel de-al doilea război mondial din 1941-1945"

Medalia "60 ani de la victoria în cel de-al doilea război mondial din 1941-1945" (în rusă Медаль "60 лет Победы в Великой Отечественной войне 1941-1945 гг.") este una dintre decorațiile jubiliare ale auto-proclamatei Republici Moldovenești Nistrene. Ea a fost înființată prin decret al președintelui RMN, Igor Smirnov, în anul 2005.

## Statut
1. Medalia jubiliară "60 ani de la victoria în cel de-al doilea război mondial din 1941-1945" a fost înființată pentru a comemora 60 de ani de la victoria în cel de-al doilea război mondial (1941-1945), aducând un tribut de profund respect vitejiei, eroismului și dăruirii veteranilor de război. 
2. Cu Medalia comemorativă "60 ani de la victoria în cel de-al doilea război mondial din 1941-1945" sunt decorați:
a) participanții la operațiunile militare din perioada celui de-al doilea război mondial:
1) militari, care au făcut parte sau au fost localizați temporar în unități militare, comandamente de stat major și alte unități, din componența armatei combatante în perioada celui de-al doilea război mondial, partizani și luptători în spatele frontului în cel de-al doilea război mondial;
2) militari, precum și comandanți ai organelor de afaceri interne și securitate naționale ale URSS, care și-au desfășurat activitatea în perioada celui de-al doilea război mondial în orașe-erou, luptând pentru apărarea acestora;
3) civili din componența armatei și marinei, trupelor de protecție, organelor de afaceri interne și de securitate națională ale URSS, care au ocupat posturi în cadrul unităților militare, comandamentelor de stat major și altor unități, care au făcut parte din componența armatei combatante în perioada celui de-al doilea război mondial, sau care s-au aflat în orașe-erou, în perioada luptelor pentru apărarea acestora;
4) cei, care în perioada celui de-al doilea război mondial au fost localizați în componența unităților militare, comandamentelor de stat major și altor unități, care au făcut parte din componența armatei și a marinei combatante în perioada celui de-al doilea război mondial, ca recruți și copii de trupă;
5) angajați ai unităților de recunoaștere, contraspionaj și altor unități, care și-au îndeplinit sarcinile în unități ale armatei combatante, pe teritoriul ocupat de inamic sau pe teritoriile altor state în perioada celui de-al doilea război mondial;
6) angajații din întreprinderi cu activitate militară, comisariate ale poporului, departamente, transferați în perioada celui de-al doilea război mondial în cadrul Armatei Roșii și care au îndeplinit sarcini în interesul armatei de uscat și al marinei pe front sau în zonele de operații militare ale marinei, precum și muncitorii din întreprinderi și organizații (inclusiv cele culturale și tehnice), corespondenții ziarelor centrale, revistelor, TASS, biroului de informații al URSS și radio-ului, operatorii studioului central de filme documentare, care s-au aflat în perioada celui de-al doilea război mondial în cadrul armatei combatante;
b) invalizii de război:
1) participanții la operațiunile militare din perioada celui de-al doilea război mondial, care au devenit invalizi ca urmare a rănilor, loviturilor, mutilării sau bolilor, din cauza apărării URSS-ului;
2) cei care au devenit invalizi ca urmare a rănilor sau altor pericole la adresa sănătății, obținute în zonele de luptă din al doilea război mondial sau în perioada de după război ca urmare a contactului cu muniția, cu dispozitivele de mine explozive sau cu explozibilii, îndeplinindu-și sarcina de curățare de bombe a zonelor de luptă;
c) participanții la război:
1) militari, care și-au desfășurat serviciul militar în perioada 22 iunie 1941 - 3 septembrie 1945, dar nu mai puțin de patru luni în acest interval (în unități militare, instituții de pregătire militară, care nu au intrat în componența armatei combatante) și care au fost decorați cu ordine, medalii ale URSS pentru serviciu militar ireproșabil în perioada celui de-al doilea război mondial;
2) cei care au lucrat în perioada celui de-al doilea război mondial la obiective de apărare antiaeriană, aviație militară, construirea de dispozitive de apărare, ale bazelor maritime, aerodromurilor și altor ținte militare pe teriroriul frontului de luptă, pe drumuri și șosele;
3) membrii echipajelor navelor de transport, care s-au aflat în perioada celui de-al doilea război mondial în porturile altor state;
4) cei care au fost însărcinați de către organele autorității locale cu strângerea bombelor și a echipamentelor militare și cu deminarea teritoriilor în perioada celui de-al doilea război mondial;
5) foștii prizonieri din lagărele de concentrare, ghetouri și alte locuri de detenție forțată, create de către fasciști și aliații lor în al doilea răăzboi mondial;
6) cei care au lucrat, în perioada asediului orașului Leningrad, la întreprinderi, unități și organizații ale orașului și au fost decorați cu Medalia "Pentru apărarea Leningradului", precum și persoanele care au primit distincția "Supraviețuitor al blocadei Leningradului";
7) persoanele care au fost decorate cu ordine și medalii ale URSS pentru activitatea lor neobosită în perioada celui de-al doilea război mondial;
d) soțiile (soții) supraviețuitoare ale veteranilor de război invalizi, participanți la operațiunile militare din perioada celui de-al doilea război mondial, care nu s-au recăsătorit. 
3. Cu Medalia jubiliară "60 ani de la victoria în cel de-al doilea război mondial din 1941-1945" pot fi decorați și cetățenii altor state, care au luptat în componența unităților militare ale Armatei Sovietice, în componența detașamentelor de partizani, grupurilor clandestine, altor unități antifasciste, care au avut o contribuție importantă la victoria în cel de-al doilea  război mondial. 
4. Cu Medalia jubiliară "60 ani de la victoria în cel de-al doilea război mondial din 1941-1945" pot fi decorați și cetățenii Republicii Moldovenești Nistrene pentru merite în serviciul militar și civil și pentru participarea activă la muncă patriotică. 
5. Medalia jubiliară "60 ani de la victoria în cel de-al doilea război mondial din 1941-1945" se poartă pe partea stângă a pieptului și este aranjată înaintea celorlalte medalii aniversare. 

## Descriere
Medalia "60 ani de la victoria în cel de-al doilea război mondial din 1941-1945" are formă de cerc cu diametrul de 33 mm și este confecționată din alamă. Atât aversul, cât și reversul medaliei sunt mărginite de borduri. Pa avers este reprezentată figura unui comandant militar cu un pistol în mână, conducând unitatea sa la atac. Acest desen este inspirat din cunoscuta fotografie "Kombat" a corespondentului de război Max Alpert. În partea de jos a aversului se află dispusă în arc de cerc de la dreapta la stânga o ramură de lauri. La mijloc, în partea dreaptă, între soldat și margine, se află inscripționate pe două rânduri anii "1941" și "1945". Toate inscripțiile sunt convexe.
Pe reversul medaliei se află dispusă aproape de margine și în arc de cerc inscripția "ПРИДНЕСТРОВСКАЯ МОЛДАВСКАЯ РЕСПУБЛИКА",  începutul și sfârșitul ei fiind marcate de un asterisc. În mijlocul medaliei, se află o inscripție pe opt linii cu textul "60 ЛЕТ ПОБЕДЫ В ВЕЛИКОЙ ОТЕЧЕСТВЕННОЙ ВОЙНЕ 1941-1945 гг.".
Medalia este prinsă printr-o ureche de o panglică pentagonală de mătase lucioasă, având o lățime de 24 mm. Panglica are culoarea roșie având în mijloc o bandă verde cu lățimea de 2 mm și la o distanță de 2 mm de extremitățile longitudinale se află câte o bandă de culoare galbenă cu lățimea de 2 mm. Pe reversul panglicii se află o agrafă pentru prinderea decorației de haine.

## Persoane decorate
- Vadim Krasnoselski - colonel de miliție, ministrul afacerilor interne